# Catada canaliferalis
Catada canaliferalis är en fjärilsart som beskrevs av Moore 1877. Catada canaliferalis ingår i släktet Catada och familjen nattflyn. Inga underarter finns listade i Catalogue of Life.